# Chełm (gmina Rudna)
Chełm, německy Bartsch-Kulm, je vesnice ve gmině Rudna v okrese Lubin v Polsku. Nachází se na levém břehu veletoku Odra, mezi městy Ścinawa a Głogów, na rozhraní mezoregionů Obniżenie Ścinawskie a Pradolina Głogowska v Dolním Slezsku a v Dolnoslezském vojvodství. 

## Historie a popis
V letech 1975-1998 obec administrativně patřila do Legnického vojvodství.

### Počet obyvatel
V roce 2011 měla obec podle celostátního sčítání lidu 124 obyvatel a v roce 2021 měla 117 obyvatel.

### Příroda
- Łęgi Odrzańskie - zvláště chráněné území pro ptáky (lokalita Natura 2000), která byla vyhlášena v roce 2007.[4]
- Odra Chełmińska - slepé rameno řeky Odry.

### Turistické a cyklistické trasy
- Cyklistická trasa řeky Odry